# Baralt
Baralt è un comune del Venezuela situato nello Stato di Zulia.
Il capoluogo del comune è la città di San Timoteo.